# Gymnopédies
Die drei Gymnopédies sind Klavierstücke des französischen Komponisten Erik Satie. Sie entstanden um 1888 und zählen zu seinen bekanntesten Werken.

## Hintergrund und Entstehung
Unter Gymnopaedien versteht man zunächst Festspiele aus dem antiken Sparta, bei denen junge Männer zum Wettkampf in sportlichen Disziplinen antraten und Tänze aufführten. Auf diese Art von Tänzen scheint Satie hier anzuspielen, wobei seine Beweggründe nicht ganz geklärt sind. Da die erste Gymnopédie zusammen mit einem Auszug aus Les Antiques von Patrice Contamine de Latour erstveröffentlicht wurde, wird dieses Gedicht allgemein als Inspirationsquelle vermutet. Es kann allerdings nicht ausgeschlossen werden, dass das Stück bereits vor dem Gedicht entstand. Der Satie-Vertraute Roland-Manuel verweist hingegen darauf, dass Gustave Flauberts Roman Salambo den entscheidenden Anstoß gegeben habe. Möglicherweise hob Satie auch lediglich auf die Vorstellung eines Nackttanzes nach spartanischer Tradition ab, zumindest findet sich der Begriff der Gymnopédie in zeitgenössischen Musiklexika.
Die Fertigstellung der Gymnopédies datiert auf den 2. April 1888. Satie arbeitete seit Februar des Jahres an diesen Stücken; denkbar ist aber auch, dass die Stücke schon früher entstanden waren und nachträglich datiert wurden. Die erste Gymnopédie erschien am 18. August 1888 im Anhang der Zeitschrift La Musique des familles. Die dritte wurde in einer Privatedition im November 1888 veröffentlicht, die zweite schließlich auf ähnlichem Wege im April 1895. Eine Gesamtausgabe aller drei Gymnopédies erschien 1898.

## Form und Musik
Wie oben bereits erwähnt, können die Gymnopédies zumindest als von Tanzmusik inspiriert betrachtet und in Verbindung etwa mit Saties Sarabandes gebracht werden. Dazu trägt der Dreiertakt wie auch die ostinate Begleitfigur, bestehend aus einem Basston und einem über zwei Viertel gehaltenen Akkord, bei. Zugleich können die drei Stücke als drei Perspektiven auf dieselbe musikalische Idee betrachtet werden: Durch den formell nahezu identischen Aufbau der drei Stücke kann man zu dem Eindruck gelangen, dass die einzelnen Noten von Melodie bzw. Begleitung ausgetauscht werden, während die prinzipielle Form bestehen bleibt.
Der Charakter der Stücke ist eher melancholisch, wie nicht zuletzt durch die Vortragsbezeichnungen Lent et douloureux (1., Langsam und schmerzhaft), Lent et triste (2., Langsam und traurig) sowie Lent et grave (3., Langsam und schwer) deutlich wird. Die Melodien weisen einen leicht modalen Charakter auf, generell zeigen sich die Stücke arm an groben Dissonanzen. Sie wirken daher verhältnismäßig leicht durchhörbar. Wegen dieser minimalistischen Kompositionsweise werden die Gymnopédies bisweilen in den Kontext von Easy Listening oder Fahrstuhlmusik gerückt. Zumindest ein Zusammenhang zur Salonmusik ist bei Satie offenkundig, so dürfte etwa die Atmosphäre im Le Chat Noir einen Einfluss auf seine Klaviermusik gehabt haben. Nicht unmittelbar damit verknüpft, aber aus der Retrospektive in einen Zusammenhang stellbar, ist die knapp drei Jahrzehnte später entstandene Musique d’ameublement, die dann tatsächlich den Übergang zur Gebrauchsmusik vollzieht.

## Bearbeitungen und Rezeption
Claude Debussy, ein enger Freund Saties, zeigte sich begeistert von diesen Klavierstücken und orchestrierte 1896 die erste sowie die dritte Gymnopédie. Die Uraufführung dieser beiden Orchesterstücke erfolgte am 20. Februar 1897 unter Gustave Doret.
Unterdessen finden sich die Gymnopédies heutzutage aufgrund ihrer leichten Spielbarkeit in diversen Sammelwerken einfach spielbarer Klaviermusik, insbesondere die erste Gymnopédie. Zudem existieren unzählige Bearbeitungen, in denen die Melodiestimme einem fast beliebigen Instrument anvertraut wird, während die Begleitung dem Klavier überlassen bleibt.